# Retta di carico
Una retta di carico è usata nell'analisi grafica dei circuiti per rappresentare i vincoli che altre parti di un circuito pongono su di un dispositivo non-lineare, come un diodo o un transistor. La retta rappresenta la risposta di un circuito lineare cui il dispositivo non-lineare in questione è connesso. Il punto di lavoro si pone dove i parametri del dispositivo non-lineare e del circuito lineare si intersecano, secondo le modalità con cui sono collegate e al contempo secondo i propri sistemi interni.
In un circuito con un dispositivo a tre terminali, come un transistor, la curva corrente-tensione della corrente collettore-emettitore dipende dalla corrente di base. Ciò è rappresentato sui grafici da una serie di curve (IC – VCE) a diverse correnti di base. Una linea di carico tracciata su questo grafico mostra come la corrente di base influenzerà il punto operativo del circuito.
Si deve notare che la linea di carico è usata per l'analisi in corrente continua e non ha effetto sull'analisi per piccoli segnali una volta che il punto di lavoro è stato trovato.

## Linea di carico per configurazioni comuni

### Emettitore comune

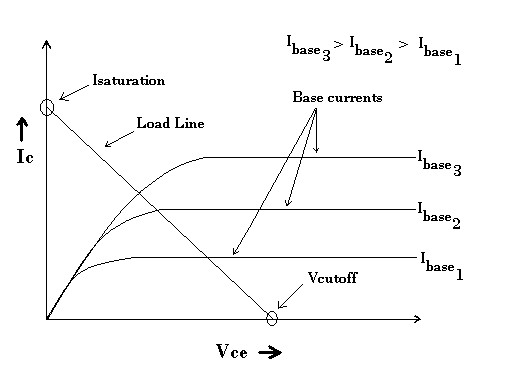
retta di carico a emettitore comune

In questo caso la linea di carico mostra tutti i possibili valori per la corrente di collettore (IC) e la tensione di collettore (VCE nel caso specifico) per un dato carico resistivo (RC).
Al punto della linea che interseca l'asse della corrente di collettore vi si riferisce come il "punto di saturazione". In questo punto, la corrente del transistor è al massimo e la tensione di collettore minima per un dato carico. Per questo circuito IC-SAT= VCC/RC.
Il "punto di taglio" è quel punto in cui la linea di carico interseca l'asse della tensione di collettore. Qui la corrente del transistor è minima (approssimativamente nulla) e l'emettitore a massa. Per questo:
VCE-CUTOFF=Vcc.
Il "punto di lavoro" del circuito in questa configurazione viene di solito pensato per trovarsi nella regione di conduzione, all'incirca tra metà della linea di carico e vicino al punto di saturazione. In questa regione, la corrente di collettore è proporzionale alla corrente di base, e quindi utile per l'utilizzo come amplificatore.